# La noche del sábado (película)
La noche del sábado es una película española de drama estrenada en 1950, dirigida por Rafael Gil y protagonizada en los papeles principales por María Félix, Rafael Durán y José María Seoane.
Se trata de una adaptación cinematográfica de la obra teatral homónima de Jacinto Benavente.
Por su labor en el film, en la sexta edición de las Medallas del Círculo de Escritores Cinematográficos, Enrique Alarcón recibió el galardón a los mejores decorados.

## Sinopsis
En Roma, una joven y bella modelo llamada Donina es contratada por un escultor, Leonardo, que se inspira en ella para hacer una estatua que espera sea su obra maestra. La estatua llama la atención del príncipe Florencio, heredero del trono de Preslavia, quien la presenta en el banquete en su villa de Roma. Rápidamente su belleza causa furor en todo el país, la muchacha es la sensación del momento y decide marcharse con su príncipe, dejando atrás toda su vida, incluso su hija, que la deja bajo la protección de Leonardo.

## Reparto
- María Félix - Imperia
- Rafael Durán - Príncipe Miguel
- José María Seoane - Leonardo
- Manolo Fábregas - Príncipe Florencio
- María Rosa Salgado - Donina
- Virgílio Teixeira - Nunú
- Mariano Asquerino - Harrison
- Juan Espantaleón - Precepto de Preslavia
- Julia Delgado Caro - Majestad
- Luis Hurtado - Dueño del garito
- María Asquerino - Condesa
- Manuel Kayser - Padre de Imperia
- Diego Hurtado - Amigo de Nunú
- José Prada - Sirviente
- Fernando Aguirre - Fotógrafo
- Fernando Fernán Gómez - Director de orquesta
- Manuel Aguilera - Hombre en bar
- Francisco Bernal - Hombre en bar
- Antonio Fraguas
- Manuel Rosellón
- Carmen Sánchez Bueno
- José Vivó

## Premios
6.ª edición de las Medallas del Círculo de Escritores Cinematográficos
| Categoría         | Persona         | Resultado |
| ----------------- | --------------- | --------- |
| Mejores decorados | Enrique Alarcón | Ganador   |